# 威廉波特 (印第安纳州)
威廉波特（英語：Williamsport）是一個位於美國印地安納州沃倫縣的城鎮。根據2010年美國人口普查，該地人口為1,898人，而該地的面積約為3.37平方千米。同時該地也是沃倫縣的縣治。

## 地理
威廉波特的座標為40°17′13″N 87°17′31″W / 40.28694°N 87.29194°W，而該地的平均海拔高度為193米（即633英尺）。